# ضفدع ترسي
ضقدع تُرسي (الاسم العلمي: Hoplobatrachus)، جنس ضفادع من فصيلة ثنائيات اللسان. توجد أنواعه في كل من أفريقيا جنوب الصحراء الكبرى وجنوب وجنوب شرق آسيا.